# Sanguansi (sockenhuvudort i Kina, Hunan Sheng, lat 29,43, long 110,65)
Sanguansi (kinesiska: 三官寺, 三官寺土家族乡) är en sockenhuvudort i Kina. Den ligger i provinsen Hunan, i den södra delen av landet, omkring 260 kilometer nordväst om provinshuvudstaden Changsha. Antalet invånare är 21 561. Befolkningen består av 10 427 kvinnor och 11 134 män. Barn under 15 år utgör 20,0 %, vuxna 15-64 år 68 %, och äldre över 65 år 11,0 %.
Runt Sanguansi är det ganska tätbefolkat, med 166 invånare per kvadratkilometer. Närmaste större samhälle är Wulingyuan, 13,8 km sydväst om Sanguansi. I omgivningarna runt Sanguansi växer i huvudsak blandskog.
Genomsnittlig årsnederbörd är 1 766 millimeter. Den regnigaste månaden är maj, med i genomsnitt 286 mm nederbörd, och den torraste är december, med 22 mm nederbörd.